# Lotta greco-romana ai Giochi della XI Olimpiade - Pesi medi
La competizione della categoria pesi medi (fino a 79 kg) di lotta greco-romana dei Giochi della XI Olimpiade si è svolta dal 6 al 9 agosto al  Deutschlandhalle in Berlino.

## Formato
Ad ogni incontro venivano assegnate le seguenti penalità:
- 0 = Al vincitore per schienata
- 1 = Al vincitore per decisione
- 2 = Allo sconfitto per decisione (1 giudici contro 2)
- 3 = Allo sconfitto per decisione (0 giudici contro 3)
- 3 = Allo sconfitto per schienata

Con cinque penalità o più il lottatore veniva eliminato.

## Risultati
| Legenda                                  | Legenda |
| ---------------------------------------- | ------- |
| Lottatore con 5 penalità o più Eliminato |         |

### 1 Turno
Si è disputato il 6 agosto.
| Vincitore          | Pen. | Risultato | Sconfitto        | Pen. |
| ------------------ | ---- | --------- | ---------------- | ---- |
| Väinö Kokkinen     | 1    | 2:1       | Voldemar Mägi    | 2    |
| Ercole Gallegati   | 1    | 3:0       | Hans Frederiksen | 3    |
| Francisc Cocoş     | 0    | Schienato | Ernest Gogel     | 3    |
| Ludwig Schweickert | 0    | Schienato | Hans Pointner    | 3    |
| Ivar Johansson     | 0    | Schienato | Georgios Lefakis | 3    |
| Ibrahim Orabi      | 1    | 3:0       | Adnan Yurdaer    | 3    |
| József Palotás     | 0    | Schienato | Édouard Pigeot   | 3    |
| Kalman Kiš         | 0    | Schienato | Josef Přibyl     | 3    |

### 2 Turno
Si è disputato il 7 agosto.
| Vincitore          | Pen. | Risultato | Sconfitto        | Pen. |
| ------------------ | ---- | --------- | ---------------- | ---- |
| Ercole Gallegati   | 2    | 3:0       | Voldemar Mägi    | 5    |
| Väinö Kokkinen     | 1    | Schienato | Hans Frederiksen | 6    |
| Ludwig Schweickert | 0    | Schienato | Francisc Cocoş   | 3    |
| Hans Pointner      | 3    | Schienato | Ernest Gogel     | 6    |
| Ivar Johansson     | 0    | Schienato | Adnan Yurdaer    | 6    |
| Ibrahim Orabi      | 2    | 3:0       | Georgios Lefakis | 6    |
| Josef Přibyl       | 3    | Schienato | Édouard Pigeot   | 6    |
| József Palotás     | 1    | 3:0       | Kalman Kiš       | 3    |

### 3 Turno
Si è disputato il 7 agosto.
| Vincitore        | Pen. | Risultato | Sconfitto          | Pen. |
| ---------------- | ---- | --------- | ------------------ | ---- |
| Ercole Gallegati | 3    | 2:1       | Väinö Kokkinen     | 3    |
| Francisc Cocoş   | 3    | Schienato | Hans Pointner      | 6    |
| Ivar Johansson   | 1    | 2:1       | Ludwig Schweickert | 2    |
| Ibrahim Orabi    | 3    | 3:0       | Kalman Kiš         | 6    |
| József Palotás   | 1    | Schienato | Josef Přibyl       | 6    |

### 4 Turno
Si è disputato l'8 agosto.
| Vincitore          | Pen. | Risultato | Sconfitto        | Pen. |
| ------------------ | ---- | --------- | ---------------- | ---- |
| Väinö Kokkinen     | 3    | Schienato | Francisc Cocoş   | 6    |
| Ludwig Schweickert | 3    | 3:0       | Ercole Gallegati | 6    |
| Ivar Johansson     | 1    | Schienato | Ibrahim Orabi    | 6    |
| József Palotás     | 1    | Esentato  |                  |      |

### 5 Turno
Si è disputato il 9 agosto.
| Vincitore          | Pen. | Risultato | Sconfitto      | Pen. |
| ------------------ | ---- | --------- | -------------- | ---- |
| Ludwig Schweickert | 3    | Schienato | József Palotás | 4    |
| Ivar Johansson     | 2    | 3:0       | Väinö Kokkinen | 6    |

### 6 Turno
Si è disputato il 9 agosto.
| Vincitore          | Pen. | Risultato | Sconfitto      | Pen. |
| ------------------ | ---- | --------- | -------------- | ---- |
| Ivar Johansson     | 2    | Schienato | József Palotás | 7    |
| Ludwig Schweickert | 3    | Esentato  |                |      |

## Classifica finale
| Pos.    | Atleta             | Nazione        |
| ------- | ------------------ | -------------- |
| Oro     | Ivar Johansson     | Svezia         |
| Argento | Ludwig Schweickert | Germania       |
| Bronzo  | József Palotás     | Ungheria       |
| 4       | Väinö Kokkinen     | Finlandia      |
| 5       | Ibrahim Orabi      | Egitto         |
| 6       | Ercole Gallegati   | Italia         |
| 7       | Francisc Cocoş     | Romania        |
| 8       | Hans Pointner      | Austria        |
| 8       | Josef Přibyl       | Cecoslovacchia |
| 8       | Kalman Kiš         | Jugoslavia     |
| 11      | Voldemar Mägi      | Estonia        |
| 12      | Hans Frederiksen   | Danimarca      |
| 12      | Édouard Pigeot     | Francia        |
| 12      | Georgios Lefakis   | Grecia         |
| 12      | Ernest Gogel       | Svizzera       |
| 12      | Adnan Yurdaer      | Turchia        |